# Star Seimitsu

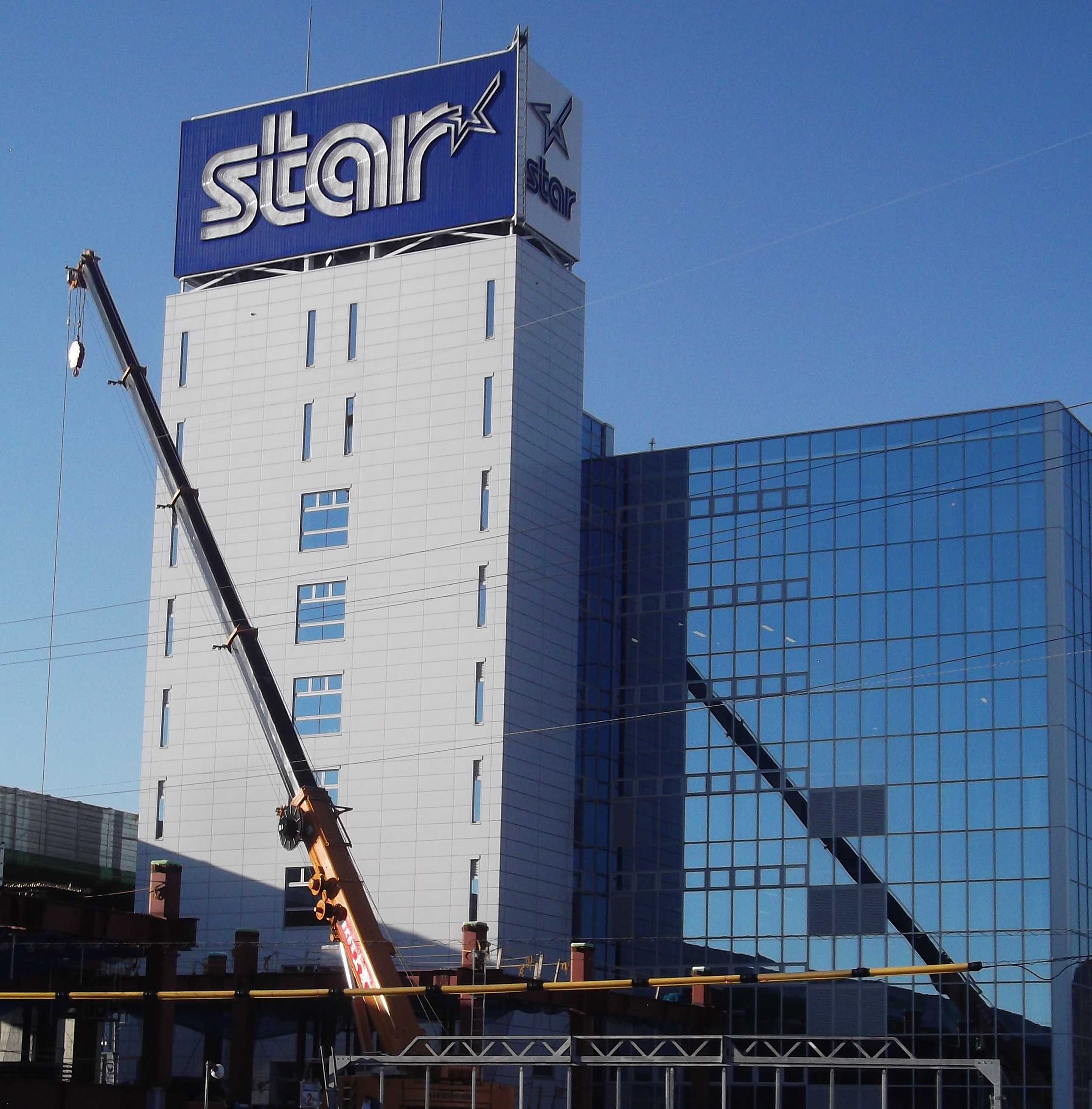
Hauptsitz von Star (2017)

Star Seimitsu K.K. (jap. スター精密株式会社, Sutā Seimitsu kabushiki-gaisha, wörtlich: „Star Präzision“, engl. Star Micronics Co., Ltd.) zählt zu den größten japanischen Druckerherstellern.

## Produkte
Das familiengeführte Unternehmen Star ist an der Tokioter Börse notiert. Die Unternehmensgeschichte von Star begann mit der Präzisionsbearbeitung von Miniaturkomponenten. Danach erweiterte das Unternehmen sein Tätigkeitsfeld um Schweizer CNC-Drehautomaten, Drucker, Mikro-Audiokomponenten und andere Produkte.
Star Micronics hat ein POS-Druckerportfolio entwickelt, das Thermo- und Matrixdrucker sowie Druckmechanismen umfasst, die für Barcodes, Tickets, Belege und Etiketten geeignet sind. Die Technologie von Star ist außerdem in die Entwicklung von Lese-Schreib-Systemen für Visual/Smart Cards (Displaykarten) und Magnetstreifenkarten sowie in die Installation von Druckmechanismen in Multimedia-Kioske eingeflossen.

## Geschichte

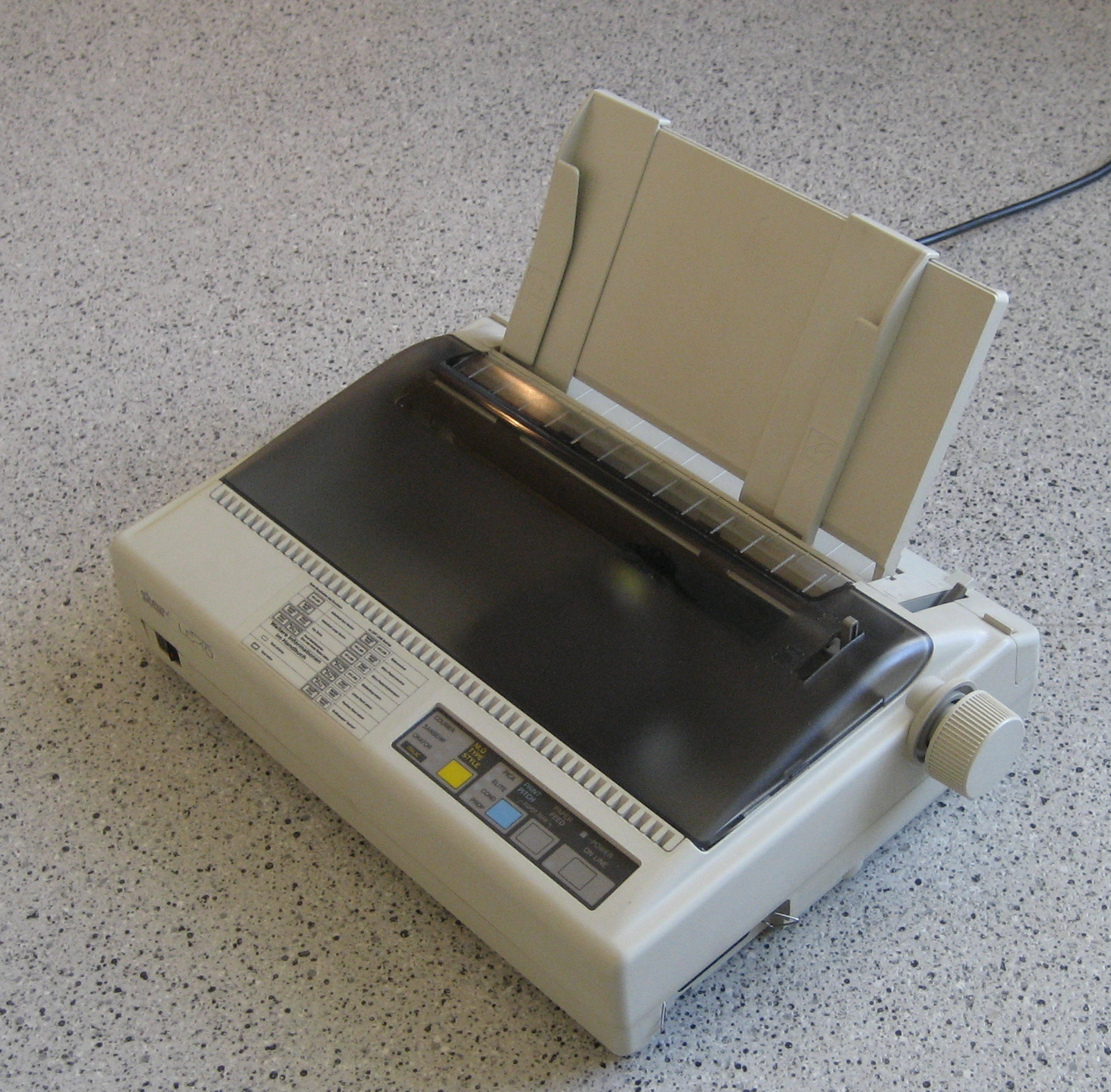
Star LC-10 – ein Nadeldrucker aus den 1980er Jahren

Das Unternehmen wurde im Februar 1947 in Tegoshi, Shizuoka, gegründet und 1950 mit einem Kapital von 500.000 ¥ im Jahr 1950 an der Börse eingeführt. Das Unternehmen hieß damals K.K. Star Seisakujo (株式会社スター製作所, engl. Star Manufacturing Co., Ltd.). Es produzierte und verkaufte Armbanduhren und Kamerakomponenten.
Mit dem Verkauf kurvengesteuerter Drehautomaten wurde im August 1958 begonnen. Im Oktober 1960 wurde Tōkai Seimitsu K.K. (東海精密株式会社) in Partnerschaft mit Citizen Tokei K.K. (jetzt Citizen Holdings K.K.) gegründet, um Armbanduhrschrauben serienmäßig herzustellen. September 1965 wurde dieses Unternehmen übernommen und Star Seisakujo benannte sich in seinen heutigen Namen um. Das Unternehmen zog im September 1971 zum gegenwärtigen Standort Nakayoshida, Suruga-ku, Shizuoka.
1977 wurde Star Micronics America, Inc. in New York, USA, gegründet (sein Standort befindet sich zurzeit in New Jersey). Star Micronics UK Ltd. wurde 1984 in London gegründet, der Unternehmensname wurde im Juni 2003 zu Star Micronics Europe Ltd. geändert, und das Unternehmen hat heute seinen Sitz in Buckinghamshire.
Im Juli 1979 wurde der erste „Minidrucker“ von Star und im Oktober 1981 der erste Computerdrucker produziert.
Im Oktober 1990 erfolgte der Aufstieg in die erste Sektion der Tokioter Börse. Im Oktober 1991 wurde die Star Micronics AG in Zürich gegründet. Die deutsche Tochter Star Micronics GmbH entstand im Mai 2004 aus der Zusammenlegung von vier früheren Tochterunternehmen.
Im März 2000 begann Star mit der Herstellung und dem Verkauf von Mikrofonen, Lautsprechern und Empfängern.
Star Micronics (Thailand) Co., Ltd. wurde im März 2005 in Samut Prakan, Thailand, gegründet. Im September 2010 eröffnete Star Micronics (Thailand) Co., Ltd, ein Verkaufsbüro Sonderprodukte. Es ersetzte das Verkaufsbüro für Asien, das zuvor seinen Sitz in Hongkong, China hatte.
2015 kaufte Star den Automobilzulieferer HAY Group, der seinen Hauptsitz in Bad Sobernheim und Bockenau hat.